# Pinoleris
Pinoleris este o arie protejată (arie specială de conservare — SAC, sit de importanță comunitară — SCI) din Spania întinsă pe o suprafață de 178,4 ha, integral pe uscat.

## Localizare
Centrul sitului Pinoleris este situat la coordonatele 28°23′11″N 16°29′23″W / 28.3863°N 16.4896°V.

## Înființare
Situl Pinoleris a fost declarat sit de importanță comunitară în octombrie 1999 pentru a proteja 1 specie de animale. Situl a fost protejat și ca arie specială de conservare în ianuarie 2010.

## Biodiversitate
Situată în ecoregiunea , aria protejată conține 3 habitate naturale: Păduri de pin endemic canariene, Păduri macaroneziene de dafin (Laurus, Ocotea), Pajiști macaroneziene cu vegetație endemică.
La baza desemnării sitului se află o specie protejată de  mamifere: Plecotus teneriffae.